# Ноцинген
Ноцинген (њем. Notzingen) општина је у њемачкој савезној држави Баден-Виртемберг. Једно је од 44 општинска средишта округа Еслинген. Према процјени из 2010. у општини је живјело 3.563 становника. Посједује регионалну шифру (AGS) 8116048.

## Географски и демографски подаци
Ноцинген се налази у савезној држави Баден-Виртемберг у округу Еслинген. Општина се налази на надморској висини од 316 метара. Површина општине износи 7,7 km². У самом мјесту је, према процјени из 2010. године, живјело 3.563 становника. Просјечна густина становништва износи 463 становника/km².